# Estação Ferroviária de Castanheira do Ribatejo
A estação ferroviária de Castanheira do Ribatejo, originalmente denominada apenas de Castanheira, é uma gare da Linha do Norte, que serve a localidade de Castanheira do Ribatejo, no município de Vila Franca de Xira, em Portugal.

## Descrição

### Localização e acessos
A estação situa-se junto à margem do Rio Tejo, distante menos de um quilómetro e meio do centro (J.F.) da localidade epónima; é servida por numerosas paragens de autocarro.

### Caraterização física
Esta interface apresenta seis vias de circulação, identificadas como I, II, III, IIIA, III+IIIA, e IV, com comprimentos entre 753 e 151 m de extensão, sendo acessíveis por plataforma as vias com designações numerais; estas plataformas têm todas 220 m de comprimento e 95 cm de altura; existem ainda três vias secundárias, identificadas como V, G2, e G4, com comprimentos entre 348 e 205 m; todas estas vias estão eletrificadas em toda a sua extensão.

### Serviços
Em dados de 2023, esta estação é servida por comboios de passageiros da C.P. de tipo urbano do serviço “Linha da Azambuja”, que circulam entre Santa Apolónia, Alcântara-Terra, e Azambuja ou Castanheira do Ribatejo, com 60 circulações diárias em cada sentido aos dias úteis e 12 aos fins de semana.

## História

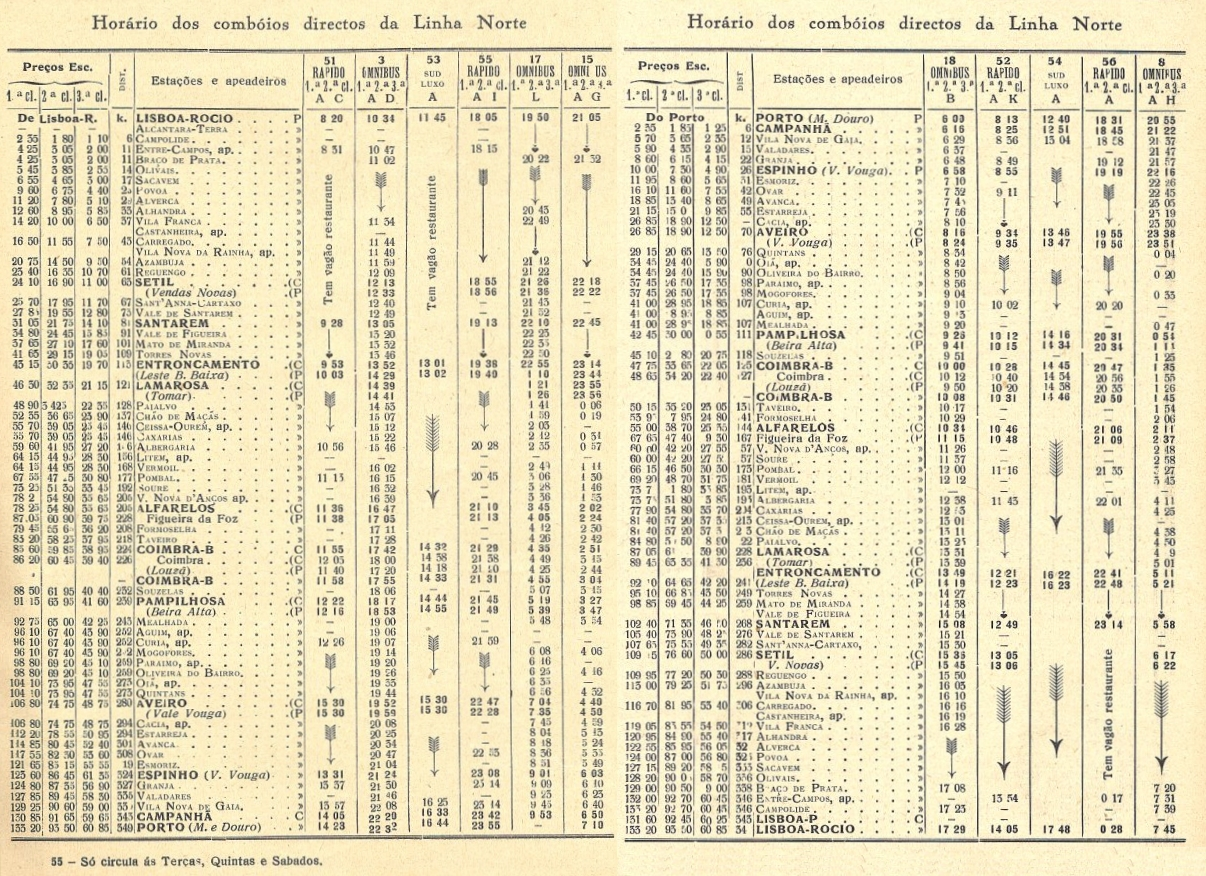
Horário de 1933 da Linha do Norte, onde esta gare aparece com a categoria de apeadeiro, e o nome original, "Castanheira"

Em 7 de Dezembro de 1852, o engenheiro Thomaz Rumball apresentou o projecto original para o lanço da via férrea entre Lisboa e Santarém, prevendo-se desde logo a passagem por esta localidade.
O troço entre Lisboa (Santa Apolónia) e Carregado da Linha do Norte foi inaugurado em 28 de Setembro de 1856 pela Companhia Central e Peninsular dos Caminhos de Ferro em Portugal, e posteriormente passada para a Companhia Real dos Caminhos de Ferro Portugueses.
Em 1880, quando estavam em planeamento os primeiros lanços da futura Linha do Oeste, foi estudada a sua ligação directa à Linha do Norte, que se deveria iniciar no Carregado ou em Vila Franca de Xira e passar por Alenquer. A opção por Vila Franca de Xira era mais longa, e faria a linha passar pelas povoações de Castanheira, Povos, e Cadafais no percurso para Alenquer.
O apeadeiro foi referido no Guia de Portugal, publicado em 1924: «Castanheira, com um apeadeiro na Linha do Norte e Leste, entre as est. de Vila Franca e do Carregado».
Em 1933, Castanheira tinha ainda a categoria de apeadeiro e o nome simplificado, que se mantiveram até pelo menos 1940, quando a Gazeta dos Caminhos de Ferro reportou que a Câmara Municipal de Vila Franca de Xira tinha recentemente construído a estrada até esta gare, que tinha então a categoria de apeadeiro.
Em 1985 o nome desta interface tinha sido já mudado para "Castanheira do Ribatejo", mas mantinha ainda a categoria de apeadeiro, sem edifício de passageiros.

Em 2005, a 11 de Dezembro, o apeadeiro foi desactivado e substituído pela nova estação, construída em  local contíguo e na altura ainda por concluir. Esta nova estação passou, ainda no mesmo mês de Dezembro, a ser utilizada para a inversão de marcha dos comboios suburbanos da família Vila Franca de Xira – Alcântara-Terra, embora tivesse de esperar até Fevereiro de 2006 para ver estes comboios a realizar serviço de passageiros aqui. Nesta altura, uma mudança de nome, para Vila Franca - Norte, foi brevemente considerada mas não colheu.